# Palais des Princesses
Le palais des Princesses est un palais de Berlin, ayant appartenant à la dynastie des Hohenzollern. Jusqu'en 1918, il est utilisé comme résidence pour les membres non régnants de la famille royale prussienne.